# Созии
Созиите (на латински: Sosii) от gens Sosia e име на фирма за книги в Древен Рим по времето на Август, която се води от братята Созии.
Те имат голямо предприятие, споменато от Хораций; затова името се употребява за влиятелен търговец на книги.
Известни представители на фамилията:
- Гай Созий, претор 49 пр.н.е., баща на долния:
  - Гай Созий (+ 17 пр.н.е.), пръв от фамилията консул 32 пр.н.e.; привърженик на Марк Антоний
- Квинт Созий Сенецио, консул 99 и 107 г.
- Квинт Помпей Созий Приск, консул 149
- Квинт Помпей Сенецио Созий Приск, консул 169;
- Квинт Помпей Созий Фалкон, консул 193.